# Georgette Lemaire
Georgette Lemaire, pseudoniem van Georgette Kibleur (Parijs, 15 februari 1943), is een Franse zangeres van realistische liedjes in de traditie van Édith Piaf. Lemaire groeide op in Ménilmontant, rue d'Orfila. Ze werd beroemd dankzij nummers als "Vous étiez belle, Madame", "Et si c'était vrai" en "Des millions d'amoureux". Ooit beschouwd als een van de mooiste stemmen van haar generatie raakte ze eind jaren tachtig enigszins in vergetelheid.

## Biografie

### Weg naar de roem
Geboren in Parijs, op 15 februari 1943, verliet Georgette Lemaire op 14-jarige leeftijd de gemeente school om in een juwelierszaak te werken, rue des Pyrénées. Omdat muziek vanaf haar jonge jaren deel uitmaakte van haar dagelijks leven en zij een mooie stem had, slaagde zij erin aan populaire zangwedstrijden (radio-crochet) deel te nemen. Vaak zong ze dan ook op zondag bij "Louisette", een oer-Franse restaurant guinguette op de vlooienmarkt (Marché aux Puces) van Saint-Ouen, en maakte zich bekend met liedjes van Édith Piaf, Jean Ferrat en Enrico Macias.  
In 1965 moedigde haar moeder Léone haar aan om zich om deel te nemen aan de Franse tv-zangwedstrijd (télé-crochet) "Le Jeu de la Chance". Deze wedstrijd maakte deel uit  van de beroemde uitzending "Télé-Dimanche" van Raymond Marcillac. Geprezen door de tv-kijkers, Georgette Lemaire zal er drie zondagen achter elkaar optreden met liedjes van Édith Piaf. Eerst met "L'Hyme à l'amour" (7 november), dan  "Padam Padam" (14 november) en eindelijk "Le Dénicheur" (21 november).  Op 21 november eindigen Georgette Lemaire en een nieuwe deelneemster, Mireille Mathieu, op gelijk spel. Georgette Lemaire trekt zich dan enigszins gedwongen uit de wedstrijd.

### Succesjaren
De platenmaatschappij van Philips laat haar vervolgens een contract te tekenen. Haar eerste liedjes zijn geschreven door o.a. Charles Dumont / Michel Vaucaire ("Même si ça finit mal", "Le cœur désaccordé"), Georges Lieferman ("Et si c'était vrai"), Christian Gaubert en Pierre-André Dousset ("Eblouis par notre amour"), en Michel Emer ("Je ne sais pas") .
In 1967 neemt ze nieuwe liedjes op: "Elle ne chante plus", "Lui". Hetzelfde jaar zingt zij in het voorprogramma (vedette américaine) van Georges Brassens in Bobino, het musichalltheater waar de grootste namen van de Franse chanson hebben opgetreden. Ze vervolgt haar artistieke carrière met een tournee met Alain Barrière en neemt nieuwe liedjes op geschreven door Jean-Jacques Debout, Roger Dumas en Pascal Sevran ("Les Tambours", "Il viendra", "C'est trop facile, monsieur"). Toen stond ze dikwijls op het podium en nam regelmatig deel aan vele tv-variétéshows zoals "Discorama", "Le Palmarès de la chanson" en "Télé-Dimanche".
In 1968 zingt ze in het Olympia, de oudste concertzaal van Parijs,  in het voorprogramma van de Franse zanger, musikant en componist  Enrico Macias en neemt een van haar beste nummers op, gesigneerd door Jean-Jacques Debout en Pascal Sevran : "Vous étiez belle, madame".
Van 1968 tot in de jaren tachtig tracht Georgette Lemaire zo goed mogelijk haar carrière te verzoenen met haar privéleven. Gescheiden van Daniel Lemaire, hertrouwt ze met haar pianist Bob Sellers. Hij zal haar zeven jaar lang op het podium begeleiden. In dit huwelijk wordt een 3e kind geboren in 1969. In die periode zullen er nieuwe hits worden uitgebracht ("Des millions d'amoureux", "Demain sera différent", "Tant qu'il y aura sur terre", "On n'est pas au bas des adieux", "Heureuse" enz.). Aan live optredens geen gebrek en Georgette Lemaire zal regelmatig te gast zijn op radio- en televisieshows in Frankrijk. In 1972 wordt haard de Grand prix de la chanson populaire toegekend. Een Georgette Lemaire-museum wordt geopend in Angoulême in 1973, met meer dans 10.000 foto's van de zangeres, de vele persartikelen over haar carrière, honderden jurken, hoeden en zoveel andere voorwerpen.

### Moeilijke jaren
Eind jaren tachtig distantieert Georgette Lemaire zich enigszins van de showbizz. Ondanks verschillende pogingen, zal het haar later niet lukken om weer op de voorgrond te treden, ondanks een paar optredens in de media, de opname van nieuwe platen en de publicatie van haar autobiografie "A m'en déchirer le cœur".

## Tijdlijn
- 1943. Geboorte van Georgette Lemaire in Parijs (kraamkliniek rue Pelleport).
- 1960. Huwelijk met Daniel Lemaire op 4 juni. Geboorte van haar eerste zoon Pascal.
- 1962. Geboorte van haar tweede zoon Yvan.
- 1965. Deelname aan de zangwedstrijd "Le Jeu de la chance".
- 1966. Eerste Olympia, eerste single "A faire l'amour sans l'amour" en eerste LP "Mon premier 33 tours".
- 1967. Wintertournee met Alain Barrière. Optreden in de Parijse zaal Bobino als gast van Georges Brassens.
- 1968. Na het liedje « Des millions d’amoureux », neemt ze  «Vous étiez belle, madame» op, een liedje geschreven door Pascal Sevran, Jean Dellene en Jean-Jacques Debout. Eerste Olympia in het voorprogramma van Enrico Macias en zomertournee met Enrico Macias. Optreden in België. Scheiding met Daniel Lemaire.
- 1969. Huwelijk met Bob Seller en eregast in het tv programma "Télé Dimanche". Geboorte in juni van Antoine (Tony), zoon van Georgette Lemaire en Bob Sellers. In september treedt zij op als sterzangeres in Bobino. In november zingt ze weer in het voorprogramma van Enrico Macias. Later zal ze optreden in het "Cabaret Patachou" (in de Eiffeltoren) en in  gala's in Londen, Brussel en Warschau.
- 1970 en 1971. Veel gala's in Frankrijk, o.m. in de Moulin Rouge (Parijs) en in Brussel. Einde 1971 speelt ze in het Théâtre des Capucines in een musical van Francis Lopez: Restons françaises.
- 1972. Georgette Lemaire ontvang de "Grand prix de la chanson populaire française", uitgereikt door een jury van Franse schrijvers, waaronder Alphonse Boudard, René Fallet en Auguste Le Breton. Daarna vertrekt ze op tournee met Eddy Mitchell naar en Roemenië.
- 1973. Georgette Lemaire zingt in het Royal Albert Hall in Londen, alleen begeleid door haar man Bob Sellers aan de piano. In april: Musicorama in het OLympia (Parijs ). Vanaf 24 mei t.e.m. 3 juni, reeks concerten in het Olympia. Ze neemt Tant qu'il y aura sur Terre op voor het Eurovisie Songfestival. Onder druk van Johnny Stark, manager van Mireille Mathieu, zal Betty Mars, dat jaar Frankrijk vertegenwoordigen. Van 20 t.e.m. 27 oktober zingt ze met Tom Jones in het Hotel Plaza in Acapulco. Opening van het Georgette Lemaire museum in Angoulême, bij Mme Abadie's (59 rue Waldeck-Rousseau).
- 1974. Ze verlaat Philips. In november, nieuwe LP met 11 nieuwe nummers bij het Franse platenmerk AZ.
- 1976. Nieuwe single: C'est fini. Ze staat van 1 t.e.m. 12 december 1976 op het podium van het Olympia (Parijs), in het voorprogramma van Julio Iglesias.
- 1978. Nieuwe LP, "Heureuse", geproducet door Gabriel Yared onder het label Accord.[8]
- 1980. Tournee met C. Jérôme en Charlotte Julian en nieuwe LP  met tien nummers van Charles Aznavour.[9] Nieuwe single ("Berlin" en "Le soir où l'on refait l'amour").
- 1984. Ze viert 20 jaar zangcarrière. Begeleid door haar orkest zingt ze in het "Théâtre communal d'Angoulême" een selectie van haar grootste hits.
- 1985. Naar aanleiding van haar twintigjarige carrière komt het team van Jacques Martin, samen met Pascal Sevran, naar het GL-museum van Mme Abadie voor een tv-special op TF1.
- 1986. Georgette Lemaire wordt door minister Jack Lang "Chevalier des Arts et des Lettres" genoemd.[10]
- 1988. Eddy Lancia brengt haar voorlaatste single uit: "Celui qui va te remplacer" / "Loin de nos je t’aime".
- 1989. Théâtre Dejazet (Parijs) voor "Les quatre saisons de la chanson française".
- 1991. Optredens in het Théâtre de Dix Heures met "La Comédie de Paris".
- 1992. Opname van de single "Révolution", geproducet door Eddy Lancia.
- 1997. Eerste cd-album Intime.[11]
- 1998. Zénith, onder leiding van Pascal Sevran en uitgave van een verzamel-cd Chansons d'auteurs met 16 liedjes[12] (PolyGram Distribution).
- 2009. Nieuw album Inoubliable, geproduceerd door haar zoon Tony (Antoine) onder de label Balablan Music. Reader's Digest brengt een box van drie cd's uit met 61 nummers uit haar repertoire,[13] inclusief de tien nummers van het album Pour Aznavour uit 1980.[9]
- 2010. Heruitgave van het album Intime onder het label Edina Music. Haar biografie A m'en déchirer le cœur,[1] geschreven in samenwerking met Stéphanie Lorh, is uitgegeven door Editions du Toucan.
- 2011. Platenmaatschappij Marianne Mélodie brengt een dubbelcompilatie-cd uit met 48 nummers, getiteld Chansons tendres.[14]
- 2012. Mercury Records brengt een cd-compilatie uit van 21 van haar liedjes, in de prestigieuze collectie "Chanson française".[15]
- 2014. Uitgave van "Paris Jazz" bij Balablan Music/Abeille Musique. Tweeëntwintig grote klassiekers uit de jaren dertig en veertig in een jazzy jasje en met Parijs als thema.[16]

## Repertoire
Vous étiez belle, Madame - Et si c'était vrai - Des millions d'amoureux - A quoi ça sert d'avoir 20 ans - Les amoureux du nord - Goodbye and farewell - Superstar pour un soir - On n'est pas au bal des adieux - Elle ne chante plus - s'aimer - Parle plus bas (Le Parrain) - A faire l'amour sans amour - Ce que tu veux - Je ne sais pas - Eblouis par notre amour - La France - Le dernier train - Même si ça finit mal - Jan le marin - Le petit café français - Ce bonheur-là - Entre avril et juillet - Les tambours - Lui - Sur un vieux platane - Tant de joies - Venez mister l'amour - Avec toi, on vivrait - Ton amour est partout - A l'hôtel Saint-Michel - Il viendra - C'est trop facile monsieur - Avant - La terre - Sacré p'tit gars - Pauvre cœur - Reste - Les bals - L'amour est comme une embellie - La comédie - Le petit banc - Paris tu es ma chanson - Le cri d'amour - Heureuse - L'amour en question - Ne reviens pas - La nostalgie - Mon cœur de quoi as-tu rêvé - J'aurais voulu vivre un seul amour - Le temps des cerises - Demain sera différent - Berlin - Le soir où l'on refait l'amour - Noir - Le cœur mambo - Fils de rien - Inoubliable - Incertitudes - Rue Royale - J'ai vécu - Mais c'était hier - Sa jeunesse... entre ses mains - Voilà que tu reviens - Désormais - De t'avoir aimé - Mademoiselle de Paris - J'men fous pas mal - La bohême - Mille ans d'amour - Paris au mois de mai - Un gamin de Paris - La romance de Paris - Sous le ciel de Paris - Banlieue - A quoi ça sert l'amour.

## Publicaties
Biografie "A m'en déchirer le cœur" (in samenwerking met Stéphanie Lohr), Boulogne, France, Les Éditions du Toucan, 2010